# Алексеевка (Починковский район)
Алексеевка — деревня в Починковском районе Нижегородской области России. Входит в состав Наруксовского сельсовета.

## География
Деревня находится в юго-восточной части Нижегородской области, в зоне хвойно-широколиственных лесов, на берегах реки Сухая Вейка, при автодороге 22Н-3510, на расстоянии приблизительно 26 километров (по прямой) к юго-западу от села Починки, административного центра района. Абсолютная высота — 159 метров над уровнем моря.
Климат
Климат характеризуется как умеренно континентальный, влажный, с умеренно суровой снежной зимой и тёплым летом. Среднегодовая температура — 3,6 °C. Средняя температура воздуха самого тёплого месяца (июля) — 20 — 22 °C; самого холодного (января) — −11,5 °C. Среднегодовое количество атмосферных осадков составляет 450—500 мм.
Часовой пояс
Деревня Алексеевка, как и вся Нижегородская область, находится в часовой зоне МСК (московское время). Смещение применяемого времени относительно UTC составляет +3:00.

## Население
| 2002 | 2010 |
| ---- | ---- |
| 37   | ↘21  |

Национальный состав
Согласно результатам переписи 2002 года, в национальной структуре населения русские составляли 100 % из 37 чел.